# Басы (Астраханская область)
Басы́ — село в Лиманском районе Астраханской области в составе рабочего посёлка Лимана (административно-территориальной единицы и муниципального образования), до 1 января 2022 года в составе Басинского сельсовета (административно-территориальной единицы и сельского поселения), до 1 января 2022 года административный центр Басинского сельсовета. Согласно административно-территориальному делению Республики Калмыкия, село в составе Нарынхудукского сельского муниципального образования Черноземельского района Калмыкии.
Основано в 1800 году.
Население — 997 (2010).

## История
Село Басы образовано в 1800 году на землях Яндыковского улуса Калмыцкой степи Астраханской губернии. Его жителями были крестьяне, занимавшиеся казенным подрядом перевозки соли от соляных озёр до пристани. Кроме солевозцев в селе жили и вольные люди — беглые из других российских губерний. Слово Басы произошло от татарского «башсыс» (человек без головы). В 1818 году в селе был построен молитвенный дом во имя Покрова Божьей Матери. В 1850 году началось строительство церкви. В 1856 году церковь была оснащена и начала действовать. В 1914 году пристроена колокольня.
Согласно Памятной книжке Астраханской губернии на 1914 год в селе Басы имелось 218 дворов, проживало 677 душ мужского и 615 женского пола. За селом было закреплено 570 десятин удобной и 491 десятина неудобной земли.
До 1927 года село Басы оставалось в состав Астраханской губернии. Постановлением Президиума ВЦИК 9 мая 1927 года Басинский сельсовет Икрянинского района Астраханской губернии в целях преодоления чересполосицы передан в состав Яндыко-Мочажного улуса Калмыцкой автономной области. В 1930 году в Басах были организованы два товарищества — «Заря» и «Труд». Спустя 2 года, Басы были объединены в колхоз «Заря труда». В Басах открылась школа. В 1935 году школа стала семилетней.
28 декабря 1943 года калмыцкое население было депортировано, Калмыцкая АССР ликвидирована, село, как и другие населённые пункты Долбанского улуса, было передано Астраханской области. В 1950 году колхоз был объединён с колхозом села Караванное и стал носить имя Ленина.
В 1985 году в селе был создан колхоз «Степной», который занимался овцеводством. В 1994 году школа стала полной средней.

## Общая физико-географическая характеристика
Село расположено при Басинском ерике, в пределах Западной ильменно-бугровой равнины, являющейся частью Прикаспийской низменности, на высоте около 20 метров ниже уровня мирового океана. Особенностью местности является распространение вытянутых в субширотном направлении так называемых бэровскими буграми. Понижения между буграми заняты ильменями, ериками и солончаками. К юго-востоку от села расположен ильмень Форпус, в 1,5 км к северу ильмень Малиновский. Почвы бурые солонцеватые и солончаковые. Почвообразующие породы — пески.
По автомобильной дороге расстояние до областного центра города Астрахани составляет 98 км, до районного центра посёлка городского типа Лиман — 46 км, до столицы Республики Калмыкия города Элисты 270 км.
Климат
Климат резко-континентальный, крайне засушливый (согласно классификации климатов Кёппена-Гейгера — Bsk). Среднегодовая температура воздуха положительная и составляет + 10,2 °C, средняя температура самого холодного месяца января — 5,1 °C, самого жаркого месяца июля + 25,2 °C. Расчётная многолетняя норма осадков — 232 мм. Наименьшее количество осадков выпадает в феврале (12 мм), наибольшее в июне (27 мм)
Часовой пояс
Басы, как и вся Астраханская область, находится в часовой зоне МСК+1. Смещение применяемого времени относительно UTC составляет +4:00.

## Население
| 1859 | 1897 | 1900 | 1904 | 1908 | 1914 |
| ---- | ---- | ---- | ---- | ---- | ---- |
| 529  | 727  | 1027 | 901  | 1236 | 1292 |

| 2009 | 2010 |
| ---- | ---- |
| 1075 | ↘997 |

Согласно результатам переписи 2002 года большинство населения посёлка составляли русские (47 %) и чеченцы (32 %)
| Национальность | Численность | Процент |
| -------------- | ----------- | ------- |
| Русские        | 592         | 47,4%   |
| Чеченцы        | 397         | 31,79%  |
| Даргинцы       | 91          | 7,29%   |
| Казахи         | 89          | 7,13%   |
| Калмыки        | 41          | 3,28%   |
| Кумыки         | 16          | 1,28%   |
| Ногайцы        | 12          | 0,96%   |
| Марийцы        | 4           | 0,32%   |
| Немцы          | 4           | 0,32%   |
| Украинцы       | 3           | 0,24%   |
| Всего          | 1249        | 100%    |

## Русская православная церковь
Церковь Покрова Пресвятой Богородицы. Построена в 1852 года на деньги купца Семена Прокофьева. С тех пор здание церкви понесло значительные утраты и требует полной реставрации. В 2002 году были выполнены противоаварийные работы, восстановлен купол над центральным объектом и укреплены несущие конструкции здания.

## Правовой статус
В соответствии с Законом Республики Калмыкия от 22 сентября 2003 года № 396-II-З граница Республики Калмыкия проходит севернее и восточнее населённого пункта Басы по западной стороне железной дороги Астрахань — Махачкала. Таким образом, согласно этому же Закону посёлок Басы входит в состав Нарынхудукского сельского муниципального образования Черноземельского района Калмыкии, что противоречит аналогичному Закону Астраханской области № 43/2004-ОЗ от 6 августа 2004 года (Приложение 94) по которому, село Басы является центром Басинского сельсовета Лиманского района Астраханской области.
10 января 2007 года президиум Высшего Арбитражного суда РФ вынес решение в пользу астраханской стороны, однако калмыцкое руководство с этим решением не согласилось.

## Фотогалерея

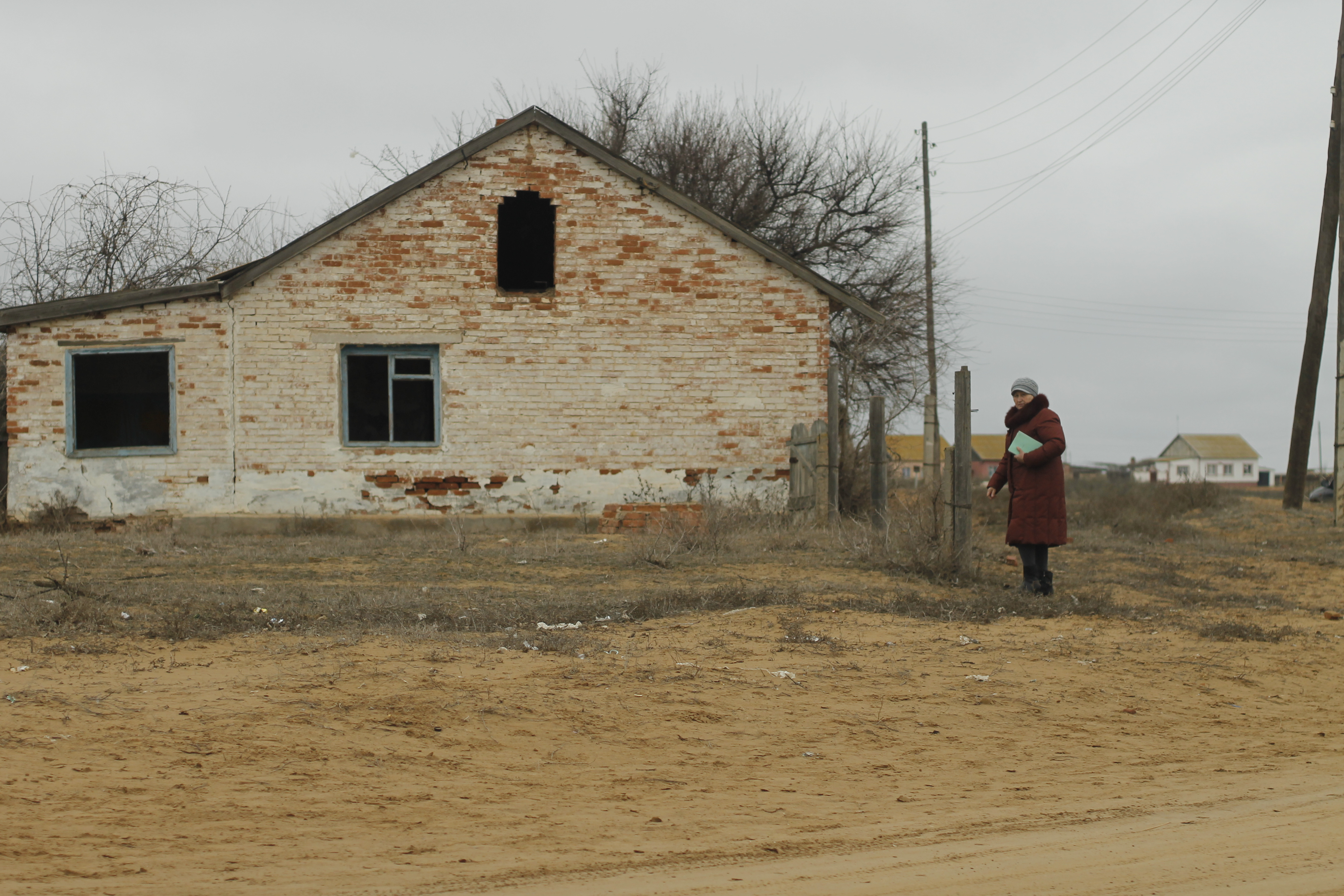
Заброшенное здание в Басах
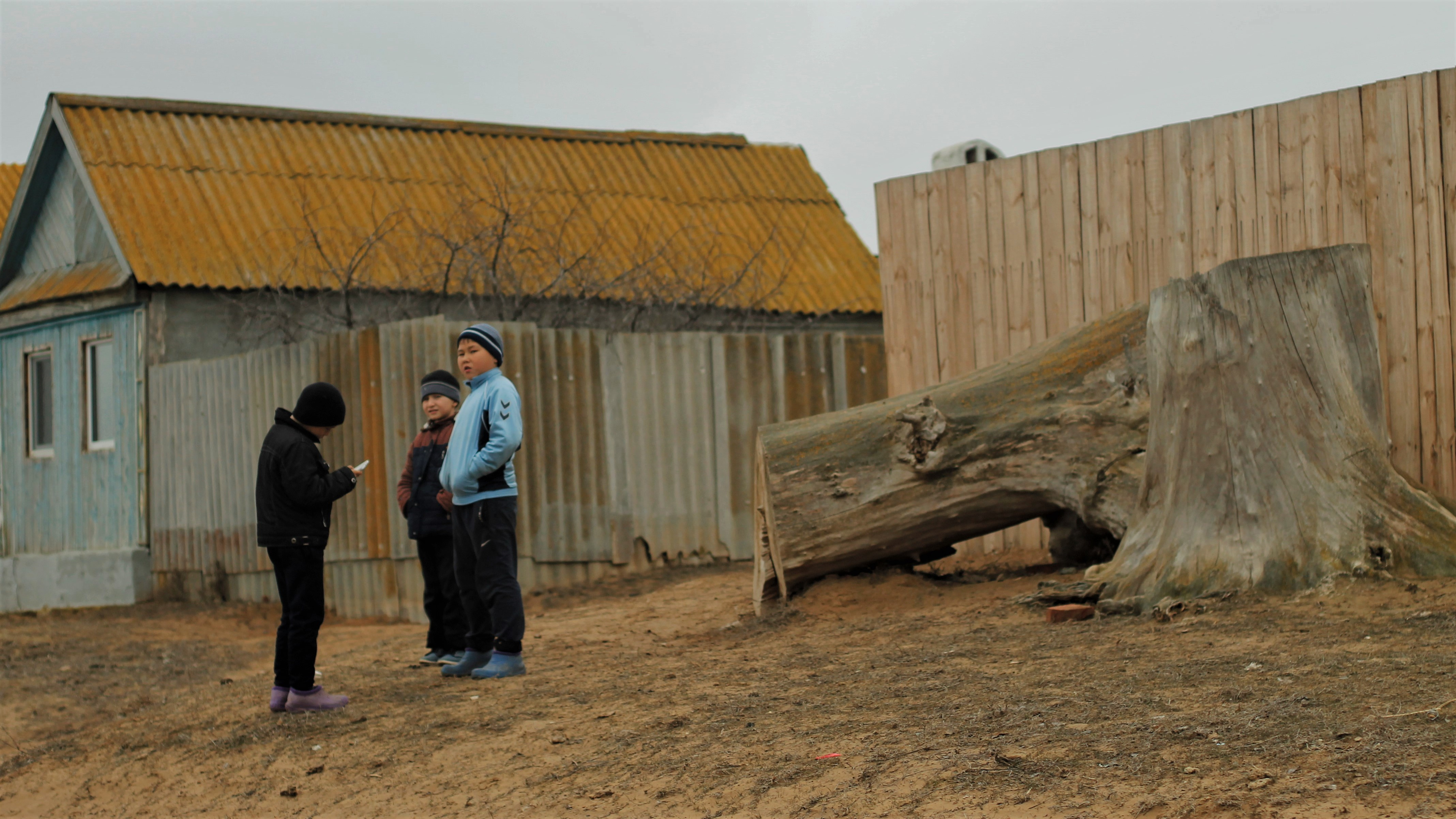
Дети на сельской улице
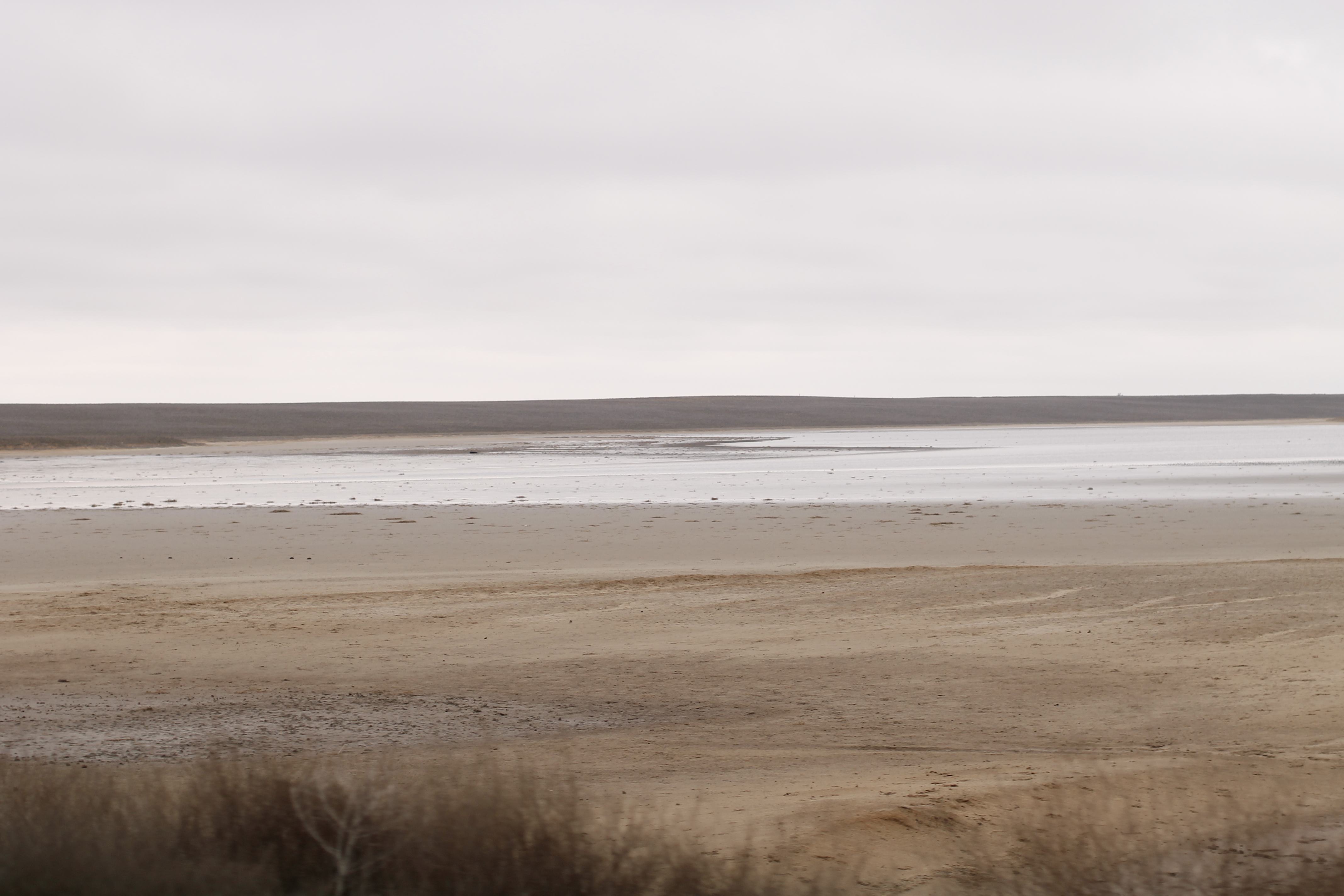
Ильмень недалеко от села
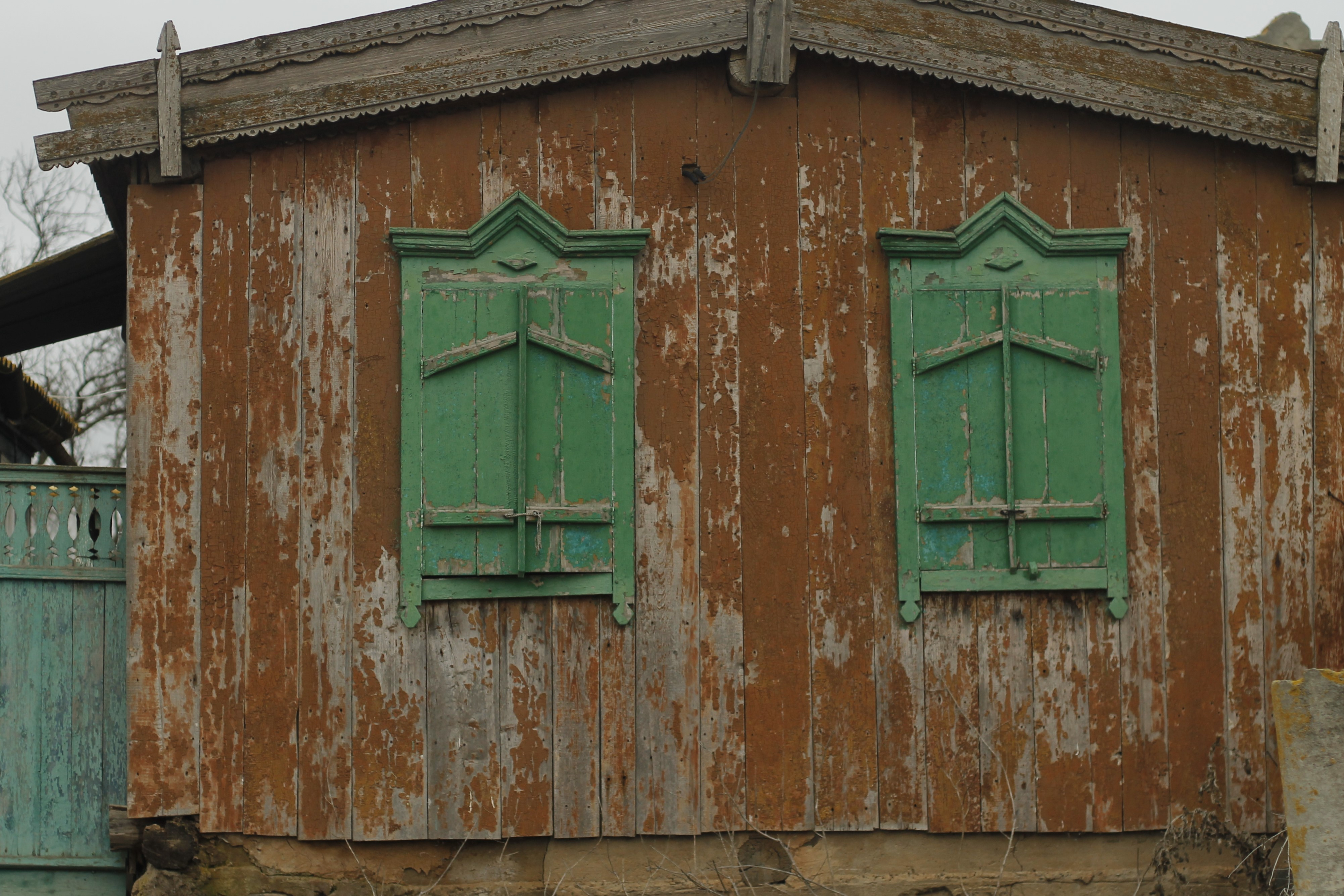
Дом в Басах